# San Nicolás entre las Imágenes (título cardenalicio)
San Nicolás entre las Imágenes fue un título cardenalicio de la Iglesia católica. Fue instaurado en 1477 por el papa Sixto IV. Probablemente, se ubicaba en la desaparecida iglesia de San Nicolás en el Coliseo (San Niccolò del Colosseo), de la que solo se conoce el nombre. Fue suprimido por Sixto V el 13 de abril de 1587 con la constitución apostólica Religiosa.

## Titulares
- Pietro Foscari (12 de diciembre de 1477 - 11 de agosto de 1485)
- Vacante (1485 - 1493)
- Domenico Grimani, diaconía pro illa vice (23 de septiembre de 1993 - 28 de marzo de 1498); (28 de marzo de 1498 - 25 de diciembre de 1503)
- Melchior von Meckau (12 de junio de 1503 - 5 de enero de 1507)
- Carlo Domenico del Carretto (4 de enero de 1507 - junio 1513)
- Paolo Emilio Cesi, diaconía pro illa vice (6 de julio de 1517 - 5 de septiembre de 1534)
- Vacante (1534 - 1557)
- Alfonso Carafa, diaconía pro illa vice (24 de marzo de 1557 - 16 de diciembre de 1558)
- Giovanni Battista Ghisleri (o Consiglieri) (1558 - 1559)
- Vacante (1559-1561)
- Bernardo Navagero (3 de junio de 1561 - 6 de julio de 1562); in commendam (6 de julio de 1562 - 31 de agosto de 1562)
- Francesco Abbondio Castiglioni, diaconía pro illa vice (8 de febrero de 1566 - 14 de noviembre de 1568)
- Vincenzo Giustiniani, O.P. (26 de enero de 1571 - 3 de agosto de 1579)
- Vacante (1579 - 1587)
- Título suprimido en 1587